# 丸渕駅
丸渕駅（まるぶちえき）は、愛知県稲沢市祖父江町三丸渕にある、名古屋鉄道尾西線の駅である。駅番号はBS04。

## 歴史
昭和18年発行の名鉄路線案内では森上駅・萩原駅と共に準主要駅とされており、特急が存在した時代は特急停車駅であった。
- 1912年（明治45年）2月18日 - 尾西鉄道の駅として開業[1]。
- 1925年（大正14年）8月1日 - 尾西鉄道の買収に伴い、名鉄尾西線の駅となる。
- 1963年（昭和38年）度 - 貨物営業廃止[2]。
- 1968年（昭和43年）5月12日 - 特急停車駅となる[3]。
- 1969年（昭和44年）7月6日 - 準急停車駅に降格[3]。
- 1970年（昭和45年）12月25日 - 普通停車駅に降格[3]。
- 1971年（昭和46年）
  - 2月18日 - 行き違い設備廃止[4]。
  - 3月1日 - 無人化[5]。
- 1974年（昭和49年）3月17日 - 複線化。特急停車駅に昇格[3]。
- 1975年（昭和50年）9月16日 - 急行停車駅に降格[3]。
- 1977年（昭和52年） - 普通停車駅に降格。
- 2008年（平成20年）3月14日 - トランパス導入。
- 2011年（平成23年）2月11日 - manaca導入。
- 2012年（平成24年）2月29日 - トランパス供用終了。

## 駅構造
島式1面2線ホームを持つ地上駅。単線時代も行き違い駅で2面2線の相対式ホームだったが、複線化時に島式ホームに変更された。
| 番線 | 路線                         | 方向 | 行先         | 備考                                   |
| ---- | ---------------------------- | ---- | ------------ | -------------------------------------- |
| 1    | BS 尾西線 （名鉄一宮〜津島） | 上り | 名鉄一宮ゆき | 尾張津島天王祭の際は、一部森上ゆき     |
| 2    | BS 尾西線 （名鉄一宮〜津島） | 下り | 津島方面     | 須ヶ口・名古屋方面直通列車は平日朝のみ |

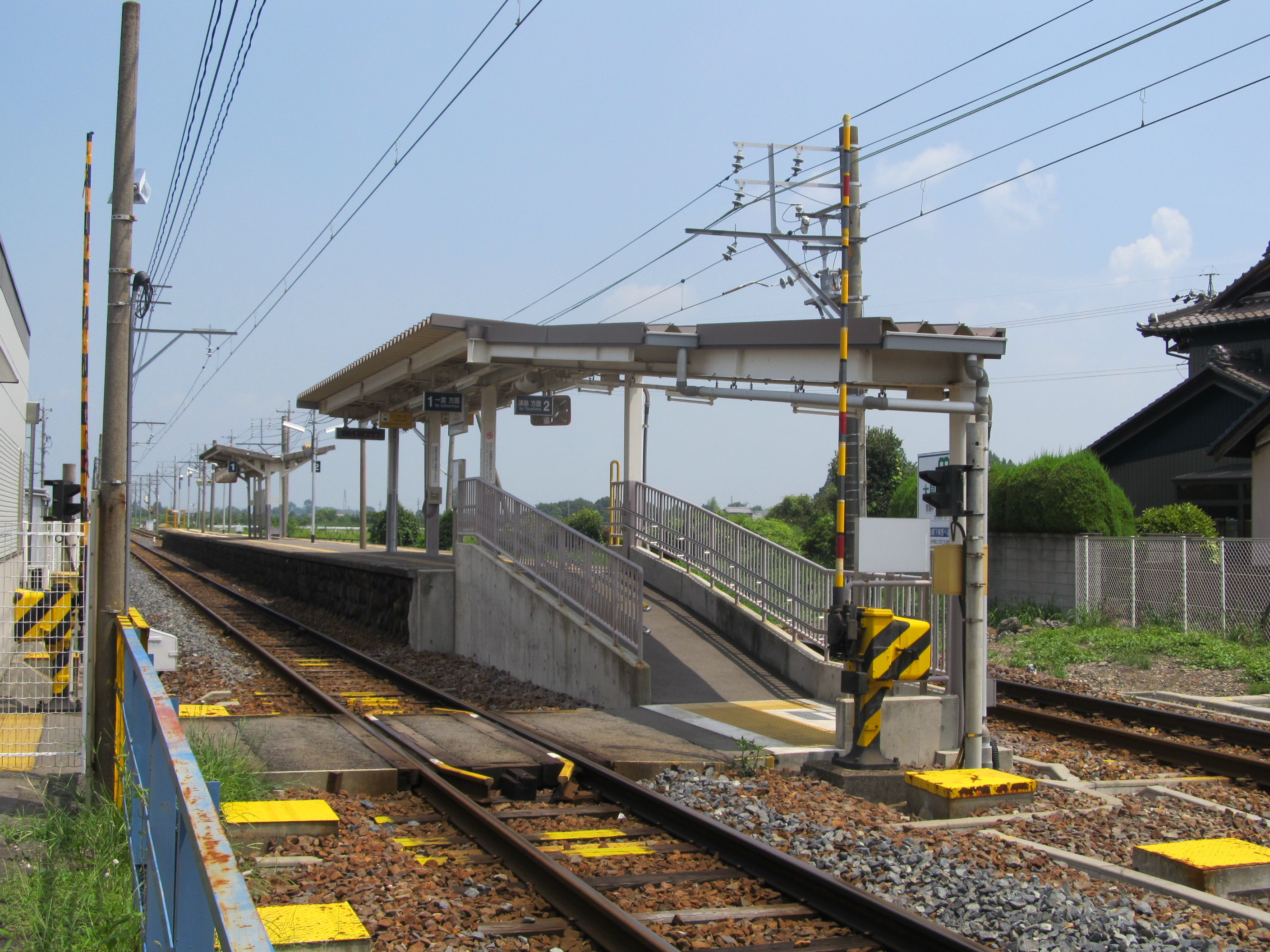
構内踏切とホーム
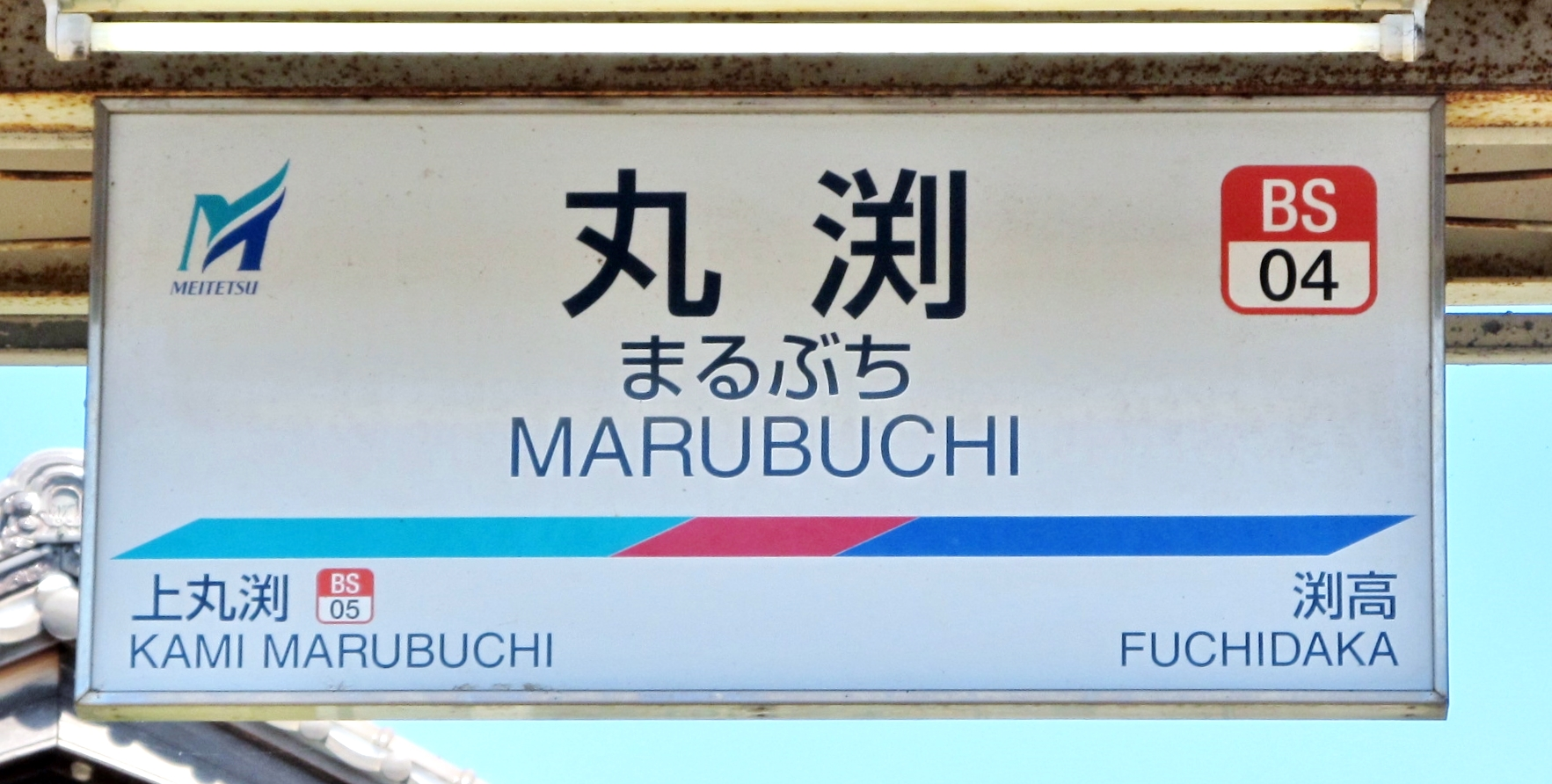
駅名標

### 配線図
| ← 名鉄一宮方面 | 丸渕駅 構内配線略図 | → 津島方面 |
| 凡例 出典:     |                     |            |

## 利用状況
- 『名鉄120年：近20年のあゆみ』によると2013年度当時の1日平均乗降人員は797人であり、この値は名鉄全駅（275駅）中243位、尾西線（22駅）中20位であった[11]。
- 『名古屋鉄道百年史』によると1992年度当時の1日平均乗降人員は810人であり、この値は岐阜市内線均一運賃区間内各駅（岐阜市内線・田神線・美濃町線徹明町駅 - 琴塚駅間）を除く名鉄全駅（342駅）中238位、尾西線（23駅）中17位であった[12]。
- 「稲沢の統計」、「移動等円滑化取組報告書」によると1日の平均乗降者数は下記の通りであった[13][14]。

| 年度   | 1日平均 乗降人員 |
| ------ | ---------------- |
| 2011年 | 758              |
| 2012年 | 743              |
| 2013年 | 797              |
| 2014年 | 780              |
| 2015年 | 815              |
| 2016年 | 820              |
| 2017年 | 830              |
| 2018年 | 823              |
| 2019年 | 763              |
| 2020年 | 625              |

## 駅周辺
- 五ツ屋簡易郵便局
- 国道155号

## 隣の駅
名古屋鉄道
BS 尾西線（名鉄一宮〜津島）
渕高駅（BS03） - 丸渕駅（BS04） - 上丸渕駅（BS05）